# Nodar Dumbadze
Nodar Władimirowicz Dumbadze, ros. Нодар Владимирович Думбадзе, gruz. ნოდარ დუმბაძე (ur. 14 lipca 1928 w Tbilisi, zm. 4 września 1984 tamże) – gruziński pisarz, uprawiający różnorodne formy literackie, prozaik, poeta i dramaturg.
Znany jest z tomów opowiadań radzieckich (Żar-ptak i Sen błękitny, pomarańczowy...) oraz powieści Białe flagi i Kukaracza (1980).

## Nagrody i odznaczenia
- Nagroda Leninowska (1980) - za powieść Prawo wieczności (1978)
- Nagroda Leninowskiego Komsomołu (1966) - za powieść Ja, babcia, Iliko i Hilarion (1963)
- Nagroda Państwowa Gruzińskiej SRR im. Szoty Rustawelego (1975)
- Srebrny Medal im. A. A. Fadejewa (1973) - za powieść Nie bój się, mamo!